# Ligue nationale d'improvisation
Pour les articles homonymes, voir LNI.
Le Théâtre de la Ligue Nationale d'Improvisation (également connu sous le nom de Ligue nationale d'improvisation ou LNI) est une compagnie théâtrale de création québécoise créée en 1977 par Robert Gravel et Yvon Leduc. Forme de théâtre à la fois collaboratif et compétitif, la LNI offre différents types de spectacle dont le principal est le match d'improvisation, encadré par des règles inspirées de celles du hockey, organisé en saison de la coupe Charade.
Phénomène répandu essentiellement dans la Francophonie, la ligue comprend des équipes du Québec, de la France, de la Belgique, de la Suisse, et de l'Italie. Les championnats internationaux se déroulent chaque année entre ces pays, dans le cadre du Mondial d'impro.

## Description

### Règles officielles au Québec
Le jeu consiste en l'affrontement de deux équipes composées de six joueurs-improvisateurs (trois femmes et trois hommes) et d'un entraîneur. Un arbitre et ses deux assistants voient au bon déroulement du jeu selon les règles.
Chaque partie a une durée de 90 minutes, se découpant en trois périodes de 30 minutes, chacune séparée par un temps d'arrêt de 10 minutes. La partie commence par la présentation des joueurs des deux équipes par un maître de cérémonie en habit de circonstance. Celui-ci entonne ensuite l'hymne de la LNI, La feuille d'érable, une chanson tirée des cahiers de La Bonne Chanson de l'abbé Gadbois, composée par Albert Larrieu.
Après l'hymne, l'arbitre tire une carte au hasard et indique à voix haute les règles de l'improvisation : la nature (comparée ou mixte), le titre, le nombre de joueurs (selon la nature de l'improvisation), la catégorie (s'il y a lieu) ainsi que la durée de l'improvisation. Les joueurs disposent alors de 20 secondes pour se concerter et prendre place sur la scène en forme de patinoire. L'arbitre signale ensuite le début de l'improvisation par un coup de sifflet.
Selon les règles de la LNI, il existe deux types d'improvisation : comparée et mixte. Dans les improvisations comparées, chaque équipe doit improviser à tour de rôle sur un même thème. Le choix de l'équipe jouant la première se fait au hasard, par la couleur d'une rondelle. L'équipe ainsi choisie peut également décider de laisser l'équipe adverse jouer la première. Dans les improvisations mixtes, le ou les joueurs des deux équipes doivent improviser ensemble sur le même thème.
Chaque improvisation est d'une durée de 30 secondes à 20 minutes. Ces temps sont choisis de façon à créer une tension chez les participants, tout en évitant d'ennuyer le public. À la fin de l'improvisation, les spectateurs sont appelés à voter pour la meilleure équipe en montrant la couleur de leurs cartons de vote correspondant à l'équipe de leur choix. L'équipe avec le plus de votes obtient alors 1 point. Celle qui a le plus de points à la fin de la troisième période remporte le match.

#### Évolution des règles
Au fil du temps, les règles ont été modifiées puis adaptées. À l'origine, par exemple, les pénalités durant l'improvisation étaient signalées par l'arbitre à l'aide d'un gazou. Cet usage a maintenant été abandonné. Également, depuis 2022, les spectateurs accordent leur vote non plus à l'aide d'un carton, mais par texto. 

### Classement
Chaque victoire vaut 2 points au classement général. S'inspirant des règles du hockey, à la fin du calendrier régulier, les équipes s'affrontent dans une ronde de demi-finales. L'équipe terminant en tête du classement général rencontre dans une première partie de demi-finale l'équipe au 4e et dernier rang. L'équipe terminant au 5e rang est alors éliminée. Les équipes occupant les 2e et 3e places se rencontrent dans une deuxième joute de demi-finale. Les gagnants des deux demi-finales s'affrontent alors en finale.

#### Trophées
À l'origine, la LNI remettait deux trophées : le trophée Beaujeu, récompensant le meilleur joueur de la saison, et la coupe Charade (équivalente de la coupe Stanley), « emblème mondial de la suprématie en improvisation » couronnant l'équipe championne de la saison. Au fil des ans, la liste des trophées de la LNI a été modifiée. Avant leur refonte en 2022, ceux-ci étaient :
- Le trophée Pierre-Curzi (récompensant la recrue de l'année)
- Le trophée Marcel-Sabourin (récompensant le joueur le plus apprécié de ses pairs)
- Le trophée Robert-Gravel (récompensant le champion compteur)
- Le trophée Beaujeu (récompensant le joueur le plus étoilé)
- Le prix du public
- La coupe Antidote
- La coupe Charade[6].

Depuis 2022, la LNI remet les trophées suivants : 
- Les Étoiles du match
- L'Étoile Antidote
- Le trophée Sophie Caron (récompensant la relève de l'année)
- La coupe Antidote (récompensant la meilleure utilisation de la langue française)
- Le trophée Pierre-Curzi (récompensant la recrue de l'année)
- Le trophée Robert-Lepage (récompensant la meilleure improvisation de la saison)
- Le prix du public
- Le trophée Robert-Gravel (récompensant le meilleur joueur de la saison)
- Le trophée Marie-Michaud (récompensant la meilleure joueuse de la saison)
- La coupe Charade[7].

### Style
Les matchs d'impro de la LNI de la saison de la coupe Charade sont caractérisés par de nombreux éléments inspirés de la Ligue nationale de hockey, tels que les uniformes des joueurs, l'espace théâtral rappelant une patinoire (encerclée par l'auditoire) et les règlements. 
Au fil des ans, la formule du match d'improvisation a évolué. Plus récemment, en 2019, la LNI a décidé de s'éloigner de la variété pour replacer l'acteur au centre du jeu, traitant l'improvisation théâtrale comme une discipline à part entière. La nature du match d'impro a elle aussi évolué sensiblement, s'éloignant de la compétition afin de miser sur la qualité artistique et de mettre en scène davantage de sujets de préoccupations de la société.

## Histoire

### Origines

#### Théâtre Expérimental de Montréal (TEM)
La Ligue nationale d'improvisation trouve ses racines dans les activités du Théâtre Expérimental de Montréal (TEM), fondé par Robert Gravel, Jean-Pierre Ronfard et Pol Pelletier à l'été 1975. Inspirés par le théâtre de style off-off-Broadway et intéressés par la recherche, les comédiens et leurs amis décident de fonder une nouvelle troupe de théâtre hors des institutions et des circuits traditionnels, dans le but de repousser les limites de la créativité scénique par le biais de l'improvisation.
Fonctionnant en autogestion, le TEM place tous ses membres sur un pied d'égalité. Chaque décision est prise par consensus, notamment sur les thèmes, les rôles, le budget, les coûts des apports extérieurs (de la fabrication des décors aux effets spéciaux, en passant par les accessoires, les costumes et les maquillages) et le partage des profits générés par les pièces. Ce mode de fonctionnement particulier engage donc tous les membres de la troupe, leur confiant les mêmes tâches, mais aussi la même liberté de création. Cet esprit de collaboration dans la création artistique – une idée chère à Robert Gravel – se retrouve dans les premières pièces du TEM, et éventuellement, dans le concept même de la LNI.

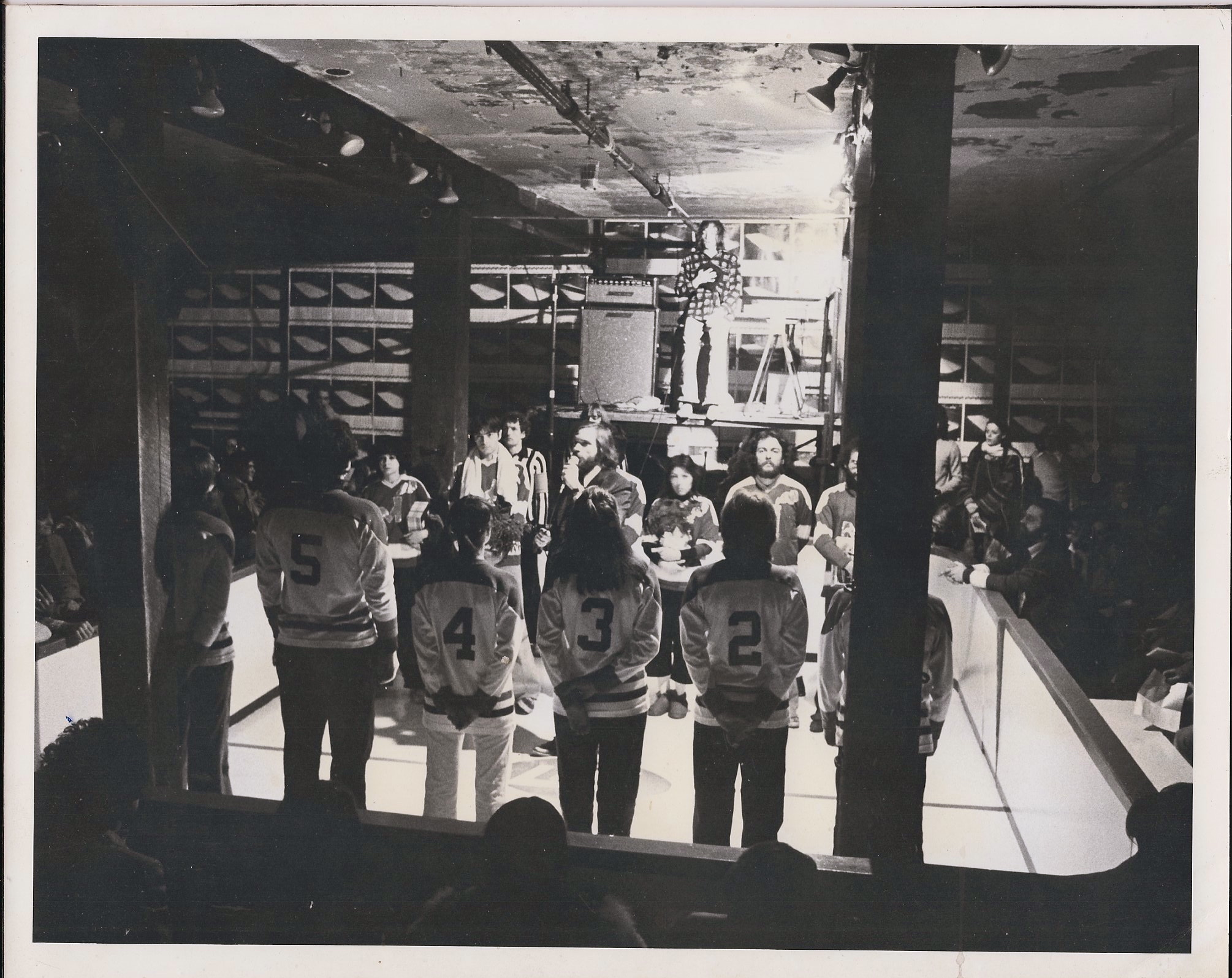
Match d'improvisation à la Maison Beaujeu en 1977. On peut y apercevoir Yvan Ponton agissant comme arbitre.

Installé au deuxième étage du restaurant La Maison de Beaujeu, situé sur la rue Notre-Dame dans le Vieux-Montréal, le TEM présente sa première pièce, Une femme, un homme, le 7 août 1975. Série d'« exercices pour comédiens » mettant en vedette Pol Pelletier et Robert Gravel dans plusieurs rôles, ce spectacle emprunte à différents genres sur le thème des relations homme-femme et ébranle les stéréotypes ou mythes qui les entourent. Tout en montant des pièces du TEM, Robert Gravel joue dans des émissions de télévision (notamment La Boîte à lettres et Télé-Ressources sur les ondes de Radio-Québec) et enseigne le théâtre au cégep de Sainte-Thérèse.
C'est dans ce contexte qu'il met au point un spectacle marathon visant à faire de l'improvisation pendant 24 heures. Organisé une fin de semaine de novembre 1976, les 24 heures d'improvisation mettent en scène une rencontre entre un homme (Robert Gravel) et une femme (Lorraine Pintal). Malgré l'enthousiasme des comédiens, l'expérience ne se déroule pas comme prévu. Au bout de 18 heures, ils décident d'abandonner la pièce. L'expérience permet toutefois à Robert Gravel d'identifier des principes clés de sa philosophie du jeu expérimental et de l'improvisation. Pour lui, l'action doit primer sur le résultat. L'important est de se lancer dans une action et de la mener jusqu'au bout, peu importe qu'elle aboutisse à un échec ou à un succès, sans chercher à ennuyer volontairement le spectateur. Au contraire, le spectateur doit participer au jeu ou à l'expérience de son plein gré, et non à cause du biais d'une publicité mensongère ou de l'attrait d'une partie du spectacle.
Le 12 mars 1977, Robert Gravel retente l'expérience dans une formule remaniée, baptisée 12 heures d'improvisation. Il joue alors aux côtés du comédien Gilles Renaud et du poète Michel Garneau, les accompagnant avec de la musique.
À l'été, le TEM propose une nouvelle expérience, Zoo, un spectacle théâtral continuel organisé dans l'espace de La Maison de Beaujeu. Les spectateurs sont alors invités à déambuler dans un jardin zoologique, peuplé d'animaux vivants (incluant quelques cailles, des poules, trois petits cochons, des hamsters), ainsi que des animaux empaillés, des morceaux de nature emprisonnés et surtout des humains. La visite est animée par Robert Gravel, qui incarne le gardien, guidant les visiteurs à travers les lieux à la fois comme témoins et voyeurs, mais également comme participants de l'expérience. Parmi les comédiens ayant pris part à Zoo, on compte Jean-Pierre Ronfdard et Normand Brathwaite.

### Fondation de la Ligue nationale d'improvisation (LNI)

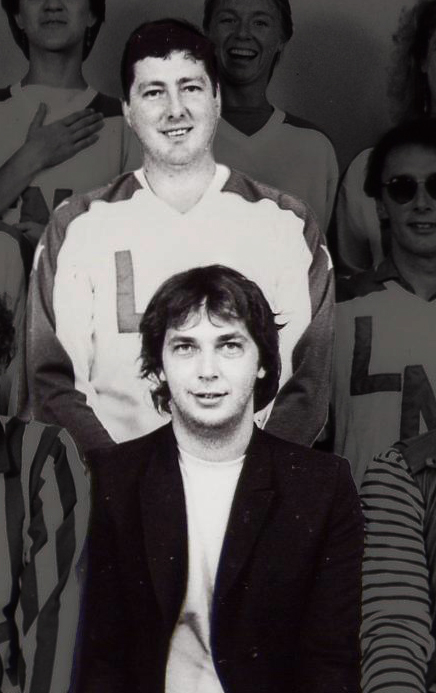
Robert Gravel et Yvon Leduc - Tournée européenne 1983 - Théâtre de la LNI

Un soir de l'automne 1977, Robert Gravel, Yvon Leduc et leurs amis se réunissent à la suite d'un spectacle. Fort de l'expérience de plusieurs créations collectives basées sur l'improvisation comme moyen de recherche, de même que comme moyen d'enrichir l'enseignement de l'art dramatique, Robert Gravel propose à ses collaborateurs un nouveau projet : un spectacle d'improvisation qui amènerait deux équipes de comédiens à s'affronter à partir de thèmes, dans une forme de combinaison de théâtre et de hockey.
Ce concept inspiré de « notions de dépassement et d'abnégation » est né de deux préoccupations de Robert Gravel : « l'évolution de l'improvisation théâtrale en général et le désir de créer un vrai jeu théâtral ». Préoccupé par l'idée d'un jeu théâtral, et souhaitant trouver dans l'improvisation « autre chose qu'une soupape pour "lâcher son fou" », Gravel cherche alors à créer une pièce de théâtre où chaque représentation pouvait être, comme un événement sportif, « une sorte de "happening" mais rigoureusement encadré ».
Au départ, donc, la Ligue nationale d'improvisation demeure ancrée dans le monde expérimental. S'adressant à des acteurs professionnels ayant démontré leurs compétences en improvisation, l'idée était de créer un spectacle improvisé calqué sur le hockey, où les comédiens et les comédiennes, obéissant à des règles strictes, se mettraient volontairement dans un état de compétition. Cet appel à des professionnels ayant fait leurs preuves dans le métier visait à les bousculer en leur permettant d'aller à l'encontre (en apparence) de ce qu'ils avaient appris.
Au fil des discussions, 12 comédiens et comédiennes, 2 entraîneurs et une équipe protocolaire formée d'un maître de cérémonie, d'un arbitre et d'un organiste acceptent de tenter l'expérience. Le premier match de la nouvelle Ligue nationale d'improvisation est ainsi organisé à La Maison de Beaujeu.

### Premières années (1977-1982)
Les premiers matchs se déroulent les vendredis 21 et 28 octobre à minuit et les lundis 24 et 31 octobre 1977 à 21 heures. Les premières équipes à s'affronter sont : du côté des Bleus, Pierre-Jean Cuillerrier, Louisette Dussault, Louise Laprade, Jacques Lavallée, Gaston Lepage, Francine Ruel et Ghyslain Tremblay; et du côté des Rouges, Michel Garneau, Michèle Deslauriers, Jean-Pierre Gravel, Robert Gravel, Marie-Josée Labossière, Lorraine Pintal et Louise Saint-Pierre.
Dès le premier match, les conventions de la LNI sont établies. Le décor monté est une patinoire de petite taille, en réplique de celle du Forum. Une ligne rouge centrale (avec le sigle de la LNI au centre) sépare son plancher blanc en deux parties égales. La patinoire est fermée sur les côtés par des bandes de bois peintes en blanc, avec des bordures bleues au plancher et rouges sur le dessus. Trois portes donnent accès à la surface de jeu, dont l'une est réservée aux officiels, notamment l'arbitre Yvan Ponton et ses assistants. Des gradins sont érigés des quatre côtés de la patinoire, plaçant les joueurs au centre des spectateurs, avec une régie (gérée par la comédienne Anne-Marie Laprade) et un orgue électrique (joué par André « Dédé » Lacoste) occupant l'un des côtés.
Les premiers matchs sont peu publicisés. Le public est alors principalement composé d'amis du milieu artistique et d'habitués du TEM. Au fil des semaines, des défis sont lancés à d'autres troupes pour venir affronter les étoiles de la LNI. La troupe du Théâtre de la Manufacture (Raymond Bouchard, Daniel Simard, Jean-Denis Leduc) et celle du Grand Cirque ordinaire de Raymond Cloutier répondent à l'appel. Une radio communautaire diffuse une rencontre. Puis, des finissants d'écoles de théâtre (l'École nationale, où enseigne Robert Gravel, le Conservatoire, l'Option-théâtre de Saint-Hyacinthe et de Sainte-Thérèse) prennent part à la compétition. En tout, la LNI présente dix-sept matchs lors de ce premier automne d'existence.
À l'automne 1978, de nombreux comédiens réclament la tenue d'une nouvelle saison de la LNI. La formule est remaniée et, pour imiter les ligues sportives, des assises de repêchage sont convoquées. Celles-ci mènent à la création de six équipes, réunissant une soixantaine d'artistes. Avec l'avènement de cette nouvelle formule de la LNI surgissent des comédiens jeunes, encore inconnus, et des comédiens chevronnés qui marqueront la scène artistique au Québec : Jacques L'Heureux, Kim Yaroshevskaya, Normand Brathwaite, Raymond Legault, Robert Lalonde, Claude LaRoche, Janine Sutto, André Brassard, Roger Blay. D'autres jeunes comme Marcel Lebœuf, Denis Bouchard, Hélène Mercier, Jasmine Dubé, Julie Vincent, Nathalie Gascon, Johanne Seymour, Gilles Renaud et Pierre Curzi rejoignent aussi des « vétérans » de la première saison. 
Avec sa formule renouvelée, cette deuxième saison connaît un vif succès. Bientôt, la Maison de Beaujeu devient trop petite pour les besoins de la LNI et les organisateurs décident de s'établir à l'Atelier Continu, une ancienne école transformée en centre d'activités culturelles et de loisirs sociaux.
En 1979, à la suite d'un différend au sein du TEM, la troupe se scinde en deux nouvelles entités : le Nouveau Théâtre Expérimental (NTE), dirigé par Robert Claing, Robert Gravel, Anne-Marie Provencher et Jean-Pierre Ronfard, et le Théâtre Expérimental des Femmes (TEF) dirigé par Pol Pelletier. 

#### Ouverture internationale
En 1980, la LNI entame sa quatrième saison. L'engouement pour l'improvisation se confirmant, la LNI déménage dans le Studio-Théâtre Alfred-Laliberté de l'Université du Québec à Montréal (UQAM) et devient une compagnie autonome, séparée du NTE, lui donnant une liberté de mouvements et de déplacements. Durant cette période, Robert Gravel commence à songer à exporter la LNI dans d'autres pays, afin de créer une véritable compétition internationale d'improvisation. C'est ainsi qu'il effectue une première tournée européenne en France, du 21 avril au 27 mai 1981. 
L'enthousiasme est vite partagé par les comédiens français. Comme le rapporte l'auteur Raymond Plante :

« Dès cette première tournée, Robert [Gravel] doit souvent prendre la parole et expliquer le jeu devant des classes complètes, des gens du spectacle et parfois devant des publics de près de quatre cents spectateurs. Un jour, à Vincennes, un spectateur, dans un groupe principalement composé d'étudiants en art dramatique, lui lance : "C'est bien, mais nous aimerions voir une démonstration". Robert [Gravel] n'hésite pas. À froid, il amorce une histoire qui prend graduellement forme. Puis, descendant dans la salle, il va chercher des spectateurs pour les intégrer à son numéro. Sans même s'en rendre compte, un groupe de Français improvise sur la scène. Robert [Gravel] se retire et les laisse se tirer d'affaires avec cette impro. L'effet tient d'une magie absolument monstrueuse. Tous les participants comprennent finalement pourquoi il les a mis dans cette situation et comment, à leur insu, ils ont improvisé. »

Vingt-deux matchs et des rencontres de comédiens sont ainsi organisées à Bordeaux, Marseille, Poitiers, Lille et Paris. Celles-ci jettent les bases de l'organisation des ligues en Europe. Des « matchs défis » organisés à Paris donnent naissance à la Ligue d'improvisation française (LIF).
En juillet 1982, la LNI est officiellement invitée à faire la rencontre de la LIF dans le cadre du Festival d'Avignon, haut lieu de la dramaturgie française. L'événement est un succès. 

### Télévision et expansion (1982-1988)
Le 20 décembre 1982, la finale de la sixième saison de la LNI est diffusée en direct sur les ondes de Radio-Québec. Ce moment marque un tournant majeur dans l'histoire de la Ligue, annonçant une période de grande expansion; des équipes et des ligues d'improvisation voient alors le jour un peu partout au Québec. C'est aussi le début d'une série de matchs télévisés sous le titre de La Soirée de l'Impro. C'est également durant cette période que se joignent d'autres joueurs marquants de l'histoire de la Ligue : Yves Desgagnés, Martin Drainville, Johanne Fontaine, Yves Jacques, Michel Rivard et Pierrette Robitaille.
Du 12 au 17 juillet 1983, la LNI et la LIF se rencontrent pour une deuxième fois au Festival d'été de Québec. L'automne suivant, du 7 octobre au 5 décembre, la LNI participe à une tournée européenne, se faisant connaître en Belgique (menant à la création de la Ligue d'improvisation belge, la LIB), puis en Suisse (menant à la création de la Ligue d'improvisation suisse, la LIS), puis en France. Le 4 décembre marque un moment important, avec la retransmission par satellite du match LNI-LIF par Radio-Québec, en direct de la ville d'Aubervilliers, en France. Pendant ce temps, au Québec, une multitude de ligues semi-professionnelles ou d'amateurs s'ajoutent aux ligues professionnelles.  
En janvier 1984, les matchs de la LNI reprennent. Cette année-là, il y a deux saisons car l'automne suivant, une équipe de la ville de Québec se joint à la ligue. Un nouveau joueur y fait sa marque : Robert Lepage.  

### Coupe du monde d'improvisation
En 1985, lors de sa huitième saison, la LNI franchit un cap important de son histoire. La première Coupe du Monde d'improvisation est présentée dans le cadre d'un tournoi du 17 avril au 8 mai, opposant la France, la Belgique, la Suisse et le Canada. Les matchs sont joués à Montréal et à Québec, et diffusés sur les ondes de Radio-Québec. L'équipe des Bleus du Canada, dirigée par Robert Gravel, remporte cette première Coupe du monde contre l'équipe de France à 7 contre 5,.  
Le 27 octobre, une nouvelle saison est inaugurée au Spectrum de Montréal, une salle de spectacle plus populaire que le studio de l'UQAM, où de l'alcool est servi et où l'ambiance peut se réchauffer plus facilement.  
À l'automne 1986, Robert Gravel publie avec Jan-Marc Lavergne Impro. Réflexions et analyses, un premier livre expliquant les bases du jeu de la LNI. Ce livre offre une analyse de la construction et de l'interprétation de certaines improvisations marquantes des saisons passées. L'année suivante paraît l'ouvrage Impro II. Exercices et analyses qui devient une bible de référence contenant des exercices pour les élèves et les maîtres de l'improvisation. Comme le résume l'auteur Raymond Plante, « il est remarquable de constater que la recherche de Robert [Gravel] en la matière ne vise pas qu'à donner un spectacle et qu'à marquer des points, comme se plaisent à penser les ennemis de la LNI. C'est un bouquin sur l'écoute de soi-même : comment découvrir les histoires en soi, les sujets, l'art de les développer seul. Puis, dans un deuxième temps, comment travailler avec les autres en aiguisant l'écoute : se servir de ce que les autres apportent pour nourrir une histoire et l'art d'accepter, de conserver la souplesse nécessaire pour y intégrer les éléments que les autres proposent ».  
Pour Robert Gravel, « le théâtre d'improvisation est affaire d'humilité, d'écoute et de générosité. Les acteurs doivent, avant tout, être ouverts aux autres ».  

### Période transitoire (1988-1997)

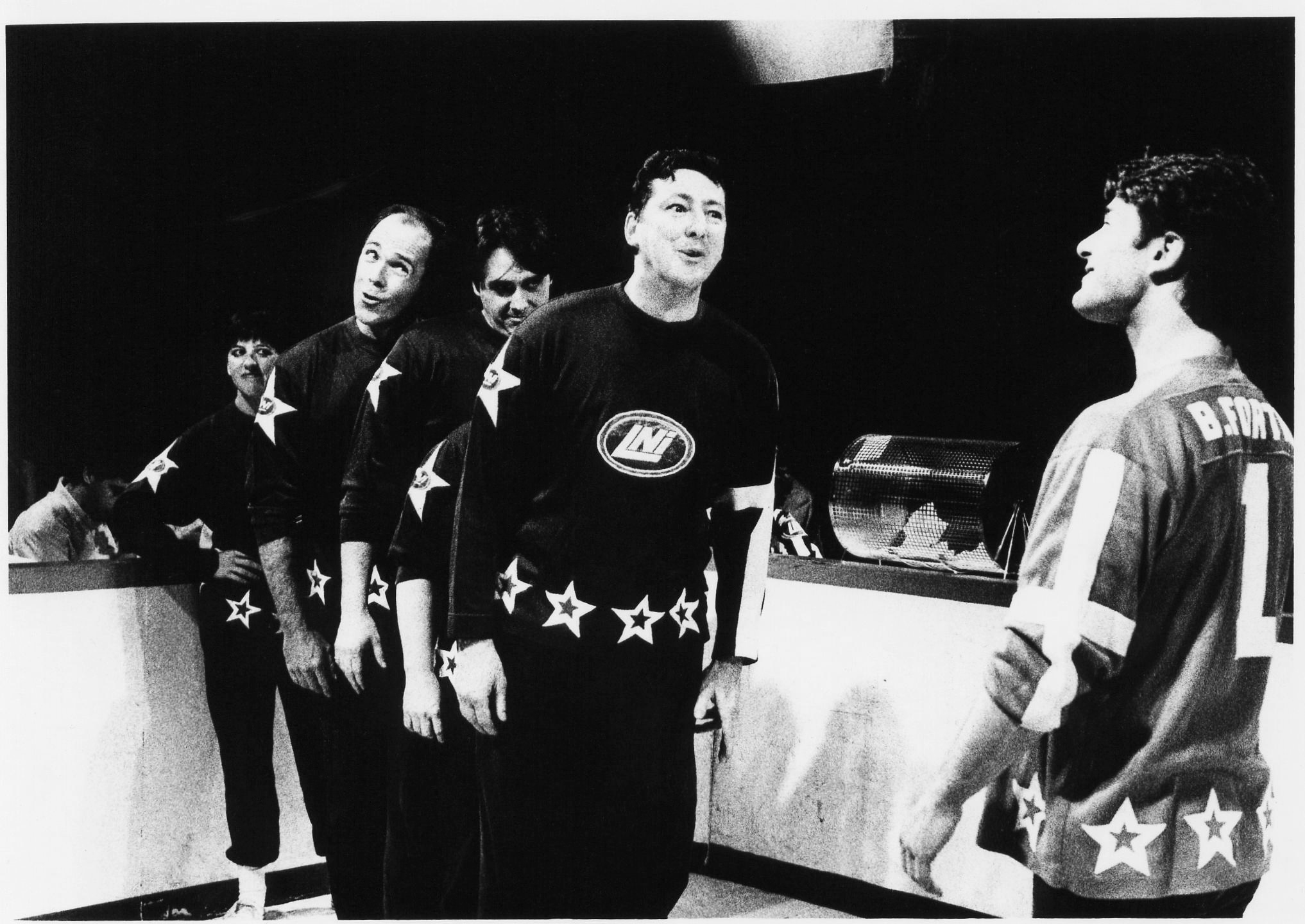
Match d'impro. Saison de la Coupe Charade 1988. En action sur la photo : Raymond Arpin, Bernard Fortin, Robert Gravel, Chantal Lamarre, Raymond Legault. Spectrum de Montréal.

En 1987, la direction de Radio-Québec décide de cesser la diffusion des matchs de la LNI. La dernière saison est diffusée en direct à la télévision sur les ondes de Radio-Québec l'année suivante, en 1988. La décision de la direction de Radio-Québec place la Ligue dans une situation financière difficile pendant plusieurs années.   
Au début des années 1990, de nouvelles ligues semi-professionnelles sont créées : la Ligue d'Improvisation Montréalaise (LIM) et la Ligue d'Improvisation Globale (LIG). Formées de joueurs de 18 à 30 ans, ces deux ligues organisent des spectacles hebdomadaires s'inspirant des règles de la LNI. Puis, à partir de 1994, la LNI se produit en spectacle à la Cinquième Salle de la Place des Arts de Montréal,.
En 1996, le fondateur de la LNI Robert Gravel meurt à l'âge de 51 ans. La production de la saison de la coupe Charade est alors interrompue pour permettre la restructuration de la compagnie théâtrale. 

### Nouvel essor (1997 à 2007)

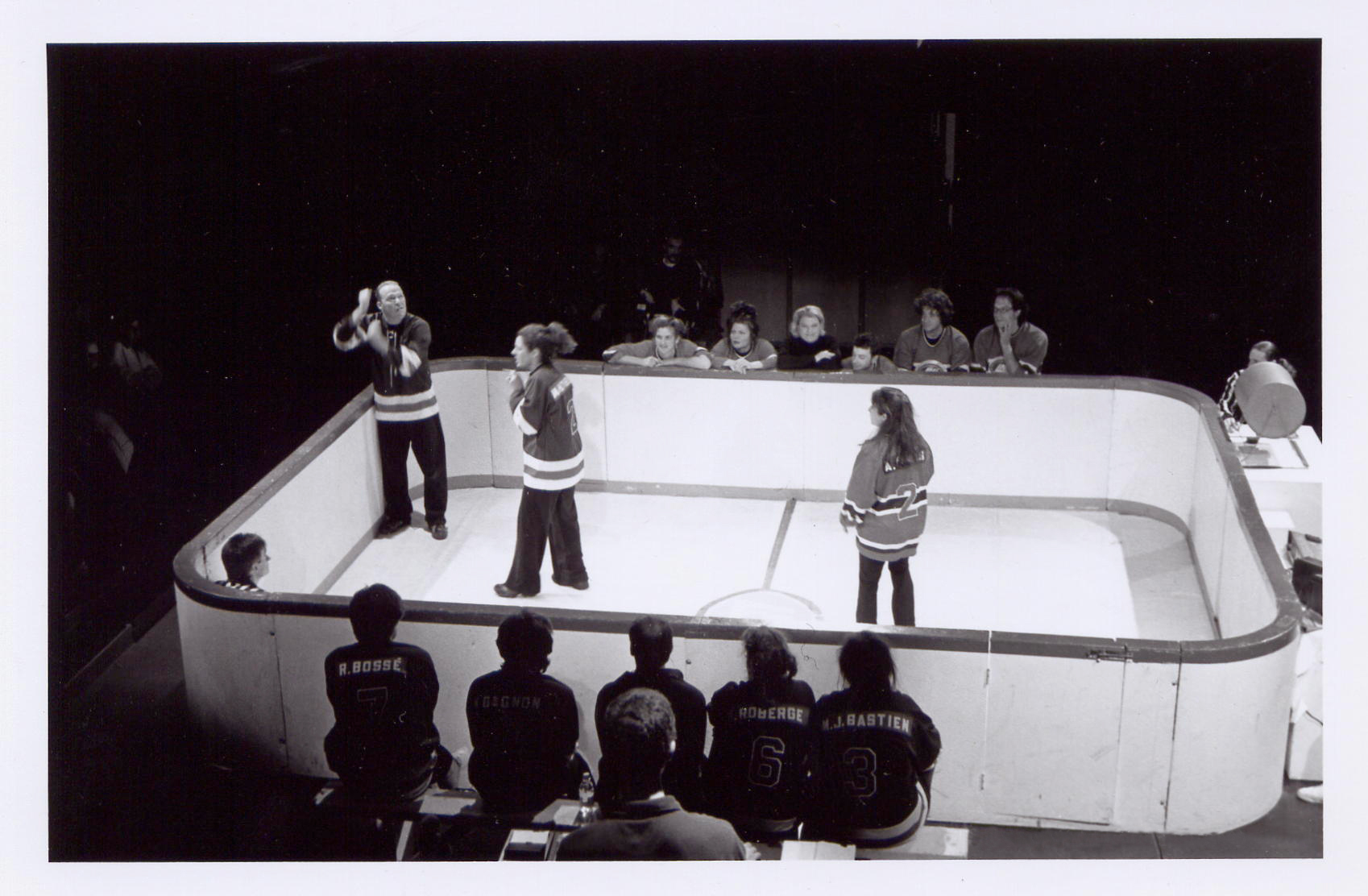
Match d'improvisation. Saison de la Coupe Charade en 1999. En action sur la photo : Anaïs Favron, Guy Jodoin, Marie-Hélène Thibault, arbitre Sébastien Dhavernas.

En 1997, la LNI célèbre son 20e anniversaire par une série d'événements réunissant plusieurs générations de joueurs. En 1998, la LNI s'associe avec le Festival Juste pour rire et effectue un retour marqué à la télévision avec différentes adaptations de la formule originale de la Ligue. 
Puis, à compter de 1999, la LNI présente de nouveau une saison de la coupe Charade chaque année, en plus de tenir plusieurs activités d'improvisation théâtrale dans les milieux scolaires et amateurs.

### Diversification (depuis 2007)

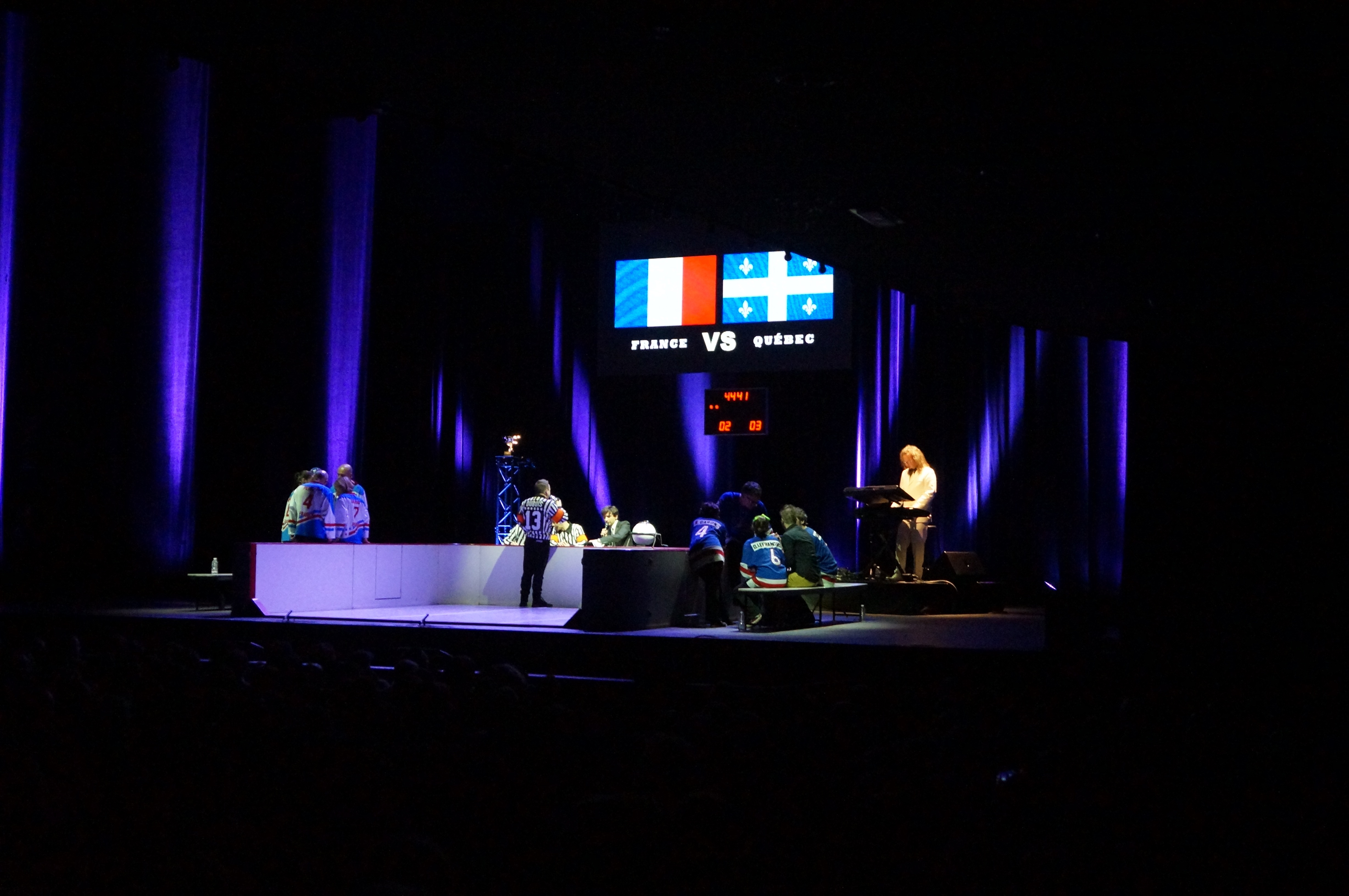
Coupe du monde d'improvisation à Paris, en 2015.

Dans les années 2000 et 2010, la LNI continue à diversifier ses productions. 
Ainsi, un Tournoi des Étoiles est organisé à l'automne 2007. En l'honneur du 30e anniversaire de la saison de la coupe Charade, des joueurs étoiles issus de différentes générations s'affrontent en matchs duels. Ce Tournoi s'achève avec le match de finale entre Vincent Bolduc et Simon Boudreault, qui sera remporté 9 à 8 par Bolduc. La formule est reprise l'année suivante, prenant le nom de Grands duels de la LNI. 
En mars 2010, la LNI organise à l'UQAM un colloque intitulé les États généraux de l'improvisation théâtrale à l'UQAM. Durant ce colloque de trois jours, les participants se penchent sur la place de l'improvisation dans la pratique théâtrale. 
Un documentaire sur Robert Gravel est produit par le réalisateur Jean-Claude Coulbois en 2011.
En juin 2012, un match des étoiles est organisé au Stade olympique de Montréal pour célébrer les 35 ans de la LNI. L'année suivante, la LNI déménage au Club Soda. 
En 2015, la LNI organise hors de sa saison régulière une série de huit spectacles consacrés au théâtre classique. Cherchant à donner une plus grande profondeur à leur jeu, ces spectacles mettant en scène Anne-Élisabeth Bossé, Salomé Corbo et Réal Bossé consistent en des improvisations dans le style de différents auteurs (Shakespeare, Molière, Tchekhov, Brecht et Michel Tremblay) et de différents courants (notamment le théâtre de l'absurde, le théâtre romantique et la tragédie grecque). 
Enfin, en 2017, la LNI célèbre ses 40 ans d'existence par la tenue de matchs dans six villes du Canada, en collaboration avec la Fondation Paul Gérin-Lajoie,.

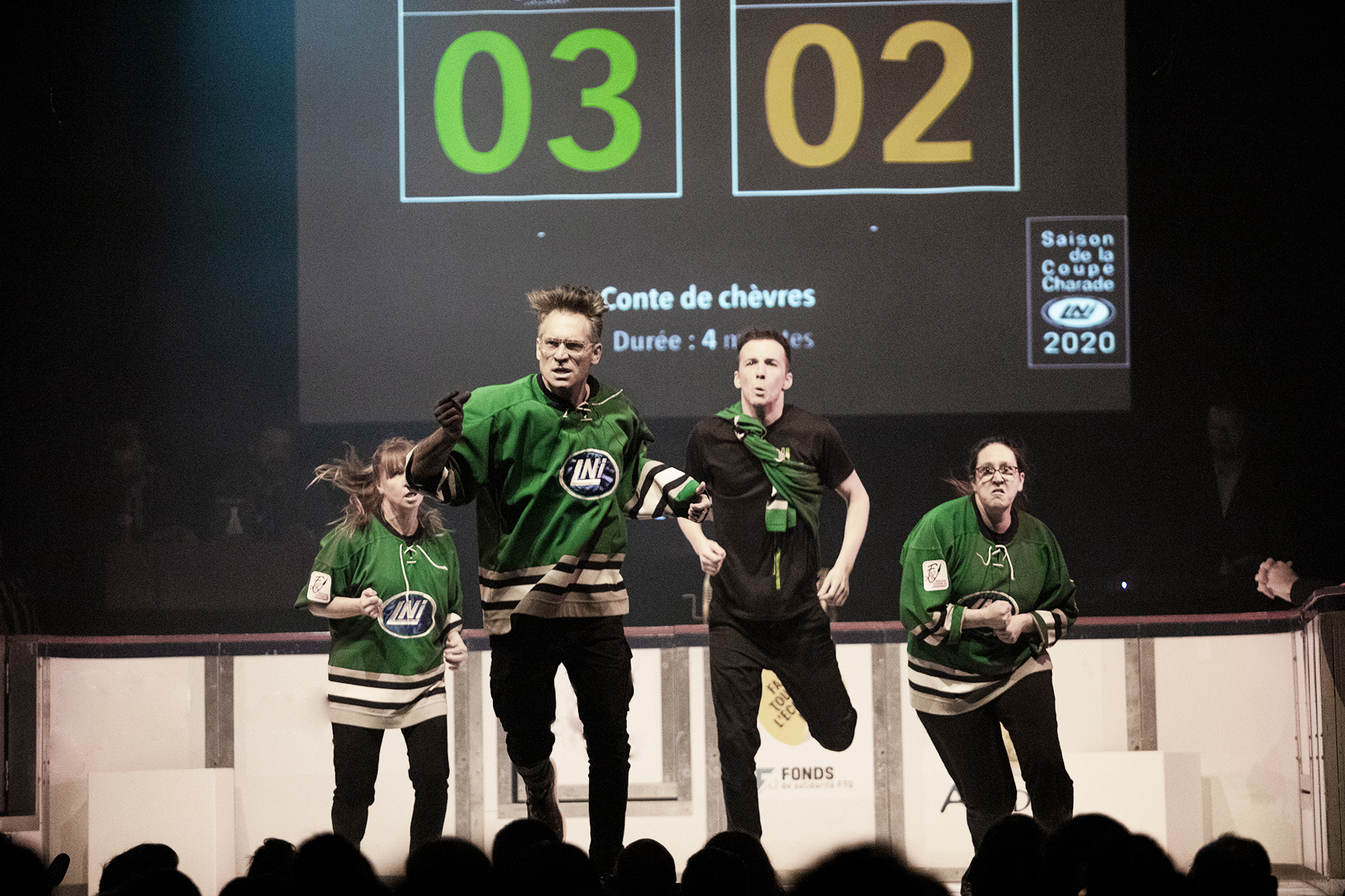
Match d'impro de la saison de la Coupe Charade 2020, Théâtre de la LNI

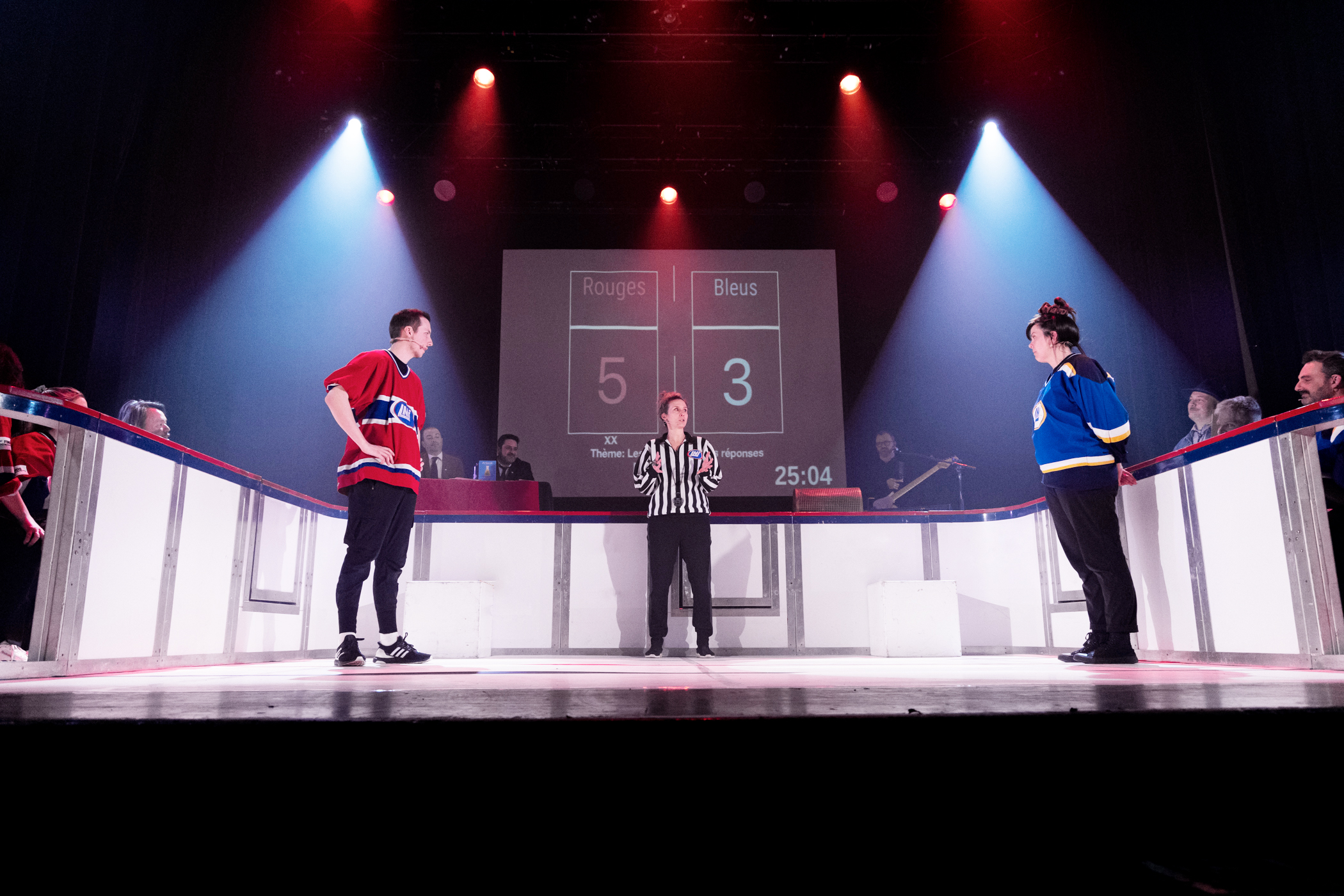
Saison de la Coupe Charade 2023. En action sur la photo : Pier-Luc Funk, Joëlle Paré-Beaulieu, arbitre : Édith Cochrane. Club soda.

Poursuivant la recherche dans le domaine de l'improvisation, en novembre 2018, la LNI s'attaque également aux classiques du cinéma. Cinq trios d'acteurs-improvisateurs se donnent pour tâche de produire des créations spontanées, inspirées des styles et des motifs de différents réalisateurs  Alfred Hitchcock, Denys Arcand, Léa Pool, Stanley Kubrick, Agnès Jaoui, André Melançon et les frères Coen.
Expérimentant avec de nouvelles contraintes et avec la participation du public, en 2023, la LNI présente à l'Espace libre L'Usine de théâtre potentiel, un spectacle improvisé de 90 minutes dont les grandes lignes sont déterminées par le public en salle, avant le début de la représentation. Ces choix touchent à la piste dramaturgique (théâtre documentaire, cabaret multiforme, partition danse-théâtre, récit à plusieurs voix, etc.), de même qu'à l'éclairage et à l'ambiance musicale. Ce spectacle met en vedette les comédiens Frédéric Blanchette, Mathieu Lepage, Marie Michaud, Joëlle Paré-Beaulieu et Simon Rousseau. 

## Les grands duels de la LNI
| Joueurs               | Saison 1 (2008) | Saison 2 (2010) | Saison 3 (2011) |
| --------------------- | --------------- | --------------- | --------------- |
| Simon Boudreault      | X               | X               | X               |
| Sonia Vachon          | X               |                 | X               |
| Vincent Bolduc        | X               |                 |                 |
| Réal Bossé            | X               |                 | X               |
| Frédéric Barbusci     | X               | X               | X               |
| Sophie Cadieux        | X               | X               |                 |
| Sophie Caron          | X               | X               | X               |
| Édith Cochrane        | X               | X               |                 |
| Martin Drainville     | X               |                 |                 |
| Marcel Leboeuf        | X               |                 |                 |
| Sylvie Legault        | X               |                 |                 |
| Gaston Lepage         | X               |                 |                 |
| François-Étienne Paré | X               |                 |                 |
| André Robitaille      | X               |                 |                 |
| Pierrette Robitaille  | X               | X               |                 |
| Luc Senay             | X               |                 |                 |
| Jacques L'Heureux     |                 | X               |                 |
| Anaïs Favron          |                 | X               | X               |
| Marie-Soleil Dion     |                 | X               |                 |
| Patrick Drolet        |                 | X               |                 |
| Tammy Verge           |                 | X               |                 |
| Jean-François Nadeau  |                 | X               | X               |
| Christian Vanasse     |                 | X               | X               |
| Réal Béland           |                 | X               |                 |
| Emmanuel Bilodeau     |                 | X               |                 |
| Diane Lefrançois      |                 | X               |                 |
| Salomé Corbo          |                 | X               | X               |
| Stéphane Bellavance   |                 |                 | X               |
| Antoine Vézina        |                 |                 | X               |
| Stéphane Crête        |                 |                 | X               |
| Marie-Hélène Thibault |                 |                 | X               |
| Sylvie Moreau         |                 |                 | X               |